# Aldford Blobb Hill
Aldford Blobb Hill är ett slott i Storbritannien.   Det ligger i kommunen Cheshire West and Chester i riksdelen England, i den södra delen av landet, 260 km nordväst om huvudstaden London. Aldford Blobb Hill ligger 17 meter över havet.
Terrängen runt Aldford Blobb Hill är platt. Runt Aldford Blobb Hill är det ganska tätbefolkat, med 239 invånare per kvadratkilometer. Närmaste större samhälle är Chester, 6,9 km norr om Aldford Blobb Hill. Trakten runt Aldford Blobb Hill består i huvudsak av gräsmarker.